# Inditex
Inditex, acronyme de Industria de Diseño Textil, est un groupe espagnol spécialisé dans la confection et la distribution de textile fast fashion avec plus de 7 000 magasins dans le monde et plusieurs marques dont principalement Zara. Selon le Wall Street Journal, c'est « le plus gros vendeur de prêt-à-porter du monde ».

## Historique
À l'âge de treize ans, le fondateur d'Inditex, Amancio Ortega, a commencé à travailler dans un magasin de vêtements dans la ville de La Corogne, en Espagne. Puis en 1963, il a fondé une entreprise spécialisée dans la fabrication de vêtements avec sa femme Sabrina Sanchez. 
Ortega a commencé à développer ses propres modèles de vêtements avec sa première femme Rosalía Mera à domicile. Au début, il travaille comme fabricant de vêtements sous le nom de Confecciones Goa.89,.
La première enseigne du groupe est Zara. Cette marque est fondée en 1975 par Amancio Ortega et Rosalía Mera qui ouvre cette année-là sa première boutique à La Corogne (Espagne). Aujourd’hui, Zara est présente avec un réseau de boutiques situées dans les plus grandes villes du monde, aussi bien en Amérique du Sud qu’en Asie, mais principalement en Europe, le marché espagnol représentant à lui seul 25 % du chiffre d'affaires de l'enseigne, et l'Europe représente 70 % du chiffre d'affaires du groupe.
La holding Inditex, INdustria de DIseño TEXtil, est créée en 1985.
L'internationalisation du groupe débute en 1988 avec un premier magasin à Porto au Portugal, puis 1989 avec l'ouverture d'un magasin à New York ; la France voit la première boutique du groupe l'année suivante.
La marque Pull & Bear apparaît en 1991, année de l'acquisition de Massimo Dutti ; puis 1998 voit apparaître la marque Bershka, suivie l'année suivante de l'achat de l'enseigne Stradivarius.
Le 23 mai 2001, une part d'un quart du groupe est introduite en bourse. la même année, la marque de lingerie Oysho est créée.
En 2019, Inditex est le plus grand détaillant de mode au monde en termes de chiffre d'affaires.
Amancio Ortega, de nature discrète, est souvent représenté par sa seconde femme Flora Perez lors des événements publics ; il est aussi dans les dix premières fortunes du monde, et première fortune d'Espagne selon le magazine Forbes avec la majorité du capital du groupe.
Marta Ortega, troisième enfant du fondateur, est appelée à prendre la direction d'Inditex courant 2022, remplaçant ainsi Pablo Isla qui a assuré l’intérim entre Amancio Ortega Gaona trop âgé et Marta Ortega trop jeune.

## Activité
Inditex possède plusieurs marques : Zara et Zara Home, Pull and Bear, Massimo Dutti, Bershka, Stradivarius, Oysho et Uterqüe. Son siège social est situé à Arteixo, en Galice, au nord-ouest de l'Espagne, où travaillent 300 stylistes.
En 2011, le groupe comprend plus d'une centaine d'entreprises ainsi que 5 527 boutiques, dont 1830 sous l'enseigne Zara, 525 pour Massimo Dutti, et une centaine pour Lefties réparties dans 82 pays. La même année le groupe Inditex est leader mondial de la confection textile devant H&M par son chiffre d'affaires et ses bénéfices.
Le groupe Inditex ouvre environ 500 magasins par an à travers le monde : 560 en 2007, 483 pour 2011 dont 250 en Europe et 132 en Chine, et 480 à 520 prévus dans le monde en 2012, dont 123 en Chine où le groupe possède déjà 275 points de vente qui représentent 18 % des ventes du groupe.
Inditex, dirigé par Pablo Isla depuis juillet 2011, est présent au travers de neuf enseignes Zara (64,6 % du chiffre d'affaires en 2011) et Zara Home (2,3 %), les vêtements pour bébés et enfants Kiddy's class (souvent appelé Zara Kids), Pull and Bear (6,8 %), la marque Massimo Dutti fondée en 1985, mais acquise plus tard par Inditex (7,2 %), Bershka (9 %), la marque féminine Stradivarius datant de 1994 (6,2 %), la lingerie et homewear Oysho (2,4 %), les accessoires Uterquë (0,5 %), et Lefties (au départ des magasins d'usine permettant d'écouler les anciens modèles, dont la création date de la fin des années 1990). Le fort développement sur le web, là où le groupe préfère investir plutôt qu'en publicité, datant de 2012, fait bondir les ventes du groupe jusqu'à représenter environ un quart du chiffre d'affaires dix ans plus tard.
En 2013, le groupe Inditex ne fabriquerait que 1 % des habits qu'il vend. Les vêtements sont principalement confectionnés dans des ateliers au Bangladesh, au Pakistan, en Inde ou encore au Brésil.
En juin 2020, le groupe est représenté dans 96 pays avec 7 469 magasins. Toutefois, après avoir annoncé les premières pertes depuis son entrée en bourse en 2001, le groupe déclare vouloir fermer jusqu'à 1 200 magasins dans le monde.

## Logistique
L’une des particularités de Zara et des autres marques, réside dans l’organisation de sa chaîne logistique, centralisée en Espagne, qu'elle contrôle d'un bout à l'autre. En effet, la stratégie développée par Amancio Ortega veut que les étagères des boutiques soient renouvelées tous les quinze jours. L’enseigne se distingue ainsi par la vitesse de la mise en place de nouveaux produits dans ses magasins. En effet, il ne s’écoule que deux à trois semaines entre la décision de commercialiser un modèle et son arrivée dans les boutiques, alors que la moyenne du marché est de deux mois. Pour cela, elle privilégie une stratégie industrielle locale, là où ses concurrents ont préféré la délocalisation. Zara et Inditex peuvent ainsi faire preuve de réactivité et de flexibilité. La moitié des produits sont fabriqués en Europe et dans le bassin méditerranéen, dont la moitié dans les quatorze usines du groupe, un tiers en Asie, mais aussi en Amérique du Sud (Pérou ou Brésil par exemple) : « La force de Zara, c'est sa vitesse ».
Au total, le groupe utilise 5 000 fournisseurs différents.[réf. nécessaire]

## Marques du groupe
- Zara : principale marque de la chaîne. Elle couvre des styles très différents, des vêtements de tous les jours, plus décontractés, aux vêtements plus sérieux ou formels, y compris des robes casual et des robes de soirée pour événements. Elle propose de la mode pour femmes, hommes et enfants.
- Zara Home : spécialisé dans les articles destinés à l'habillement et à la décoration de la maison. Son engagement dans le textile est complété par des produits tels que la vaisselle, les couverts, la verrerie et les objets de décoration.
- Bershka : le style des magasins Bershka est jeune et informel, avec une image liée à la musique, aux tendances et aux nouvelles technologies pour le public âgé de 13 à 25 ans[22],[23].
- Stradivarius : au sein du groupe Inditex, c'est l'une des marques qui a connu la plus forte croissance ces dernières années. Elle s'adresse aux jeunes femmes[24].
- Pull & Bear : Il s'agit de la marque jeune du groupe Galician.
- Massimo Dutti : se distingue par des modèles plus classiques, tant pour les vêtements de tous les jours que pour les tenues de soirée, les tailleurs, les robes de soirée et les robes de cocktail.
- Oysho : la lingerie et les sous-vêtements féminins du groupe Inditex sont l'une des marques à la croissance la plus rapide et gagnent également du terrain dans le cadre de la stratégie en ligne de l'entreprise[25].
- Tempe : société de chaussures du groupe Inditex. Depuis son centre international d'Elche (Alicante), elle conçoit et distribue les chaussures qui vont avec la mode de toutes les marques.
- Lefties : il s'agit d'une chaîne de magasins de mode à bas prix qui vend de la mode pour les femmes, les hommes, les garçons et les filles.

### Résultats
Données en millions d'euros au 31 janvier.
| Années                        | 2017   | 2018   | 2019   | 2020 est |
| ----------------------------- | ------ | ------ | ------ | -------- |
| Chiffre d'affaires hors taxes | 23 311 | 25 336 | 26 145 | 28 064   |
| Résultat net                  | 3 368  | 3 368  | 3 444  | 3 826    |

### Principaux actionnaires
Au 7 février 2020 :
| Amancio Ortega                    | 59,3% |
| Mera Sandra Ortega                | 5,05% |
| Bailie Gifford                    | 1,49% |
| Capital Research & Management WI  | 1,33% |
| The Vanguard Group, Inc.          | 1,01% |
| Invesco Advisers, Inc.            | 0,96% |
| Capital Research & Management GI  | 0,64% |
| Norges Bank Investment Management | 0,63% |
| BlackRock Investment Management   | 0,54% |

## Controverses

### Liens supposés avec des usines soumettant les Ouïghours au travail forcé en Chine
En avril 2021, Sherpa, le collectif Ethique sur l’étiquette, l’Institut ouïgour d’Europe et une Ouïgoure portent plainte en France contre « quatre multinationales de l’habillement, accusées de tirer profit du travail forcé imposé aux Ouïghours » au Xinjiang, une région au nord-ouest de la Chine. Les Ouïghours sont une minorité musulmane persécutée en Chine. Faisant suite à cette plainte, le Parquet national antiterroriste (PNAT) ouvre une enquête en juin 2021 « notamment contre Inditex, Uniqlo, Maje, Sandro et Claudie Pierlot, pour recel de crimes contre l’humanité »,. La plainte est classée sans suite en avril 2023. En mai 2023, Sherpa, le collectif Ethique sur l’étiquette, l’Institut ouïgour d’Europe et une Ouïgoure déposent une nouvelle plainte avec constitution de partie civile visant les infractions de recel de quatre crimes – crimes contre l’humanité, génocide, réduction en servitude aggravée et traite des êtres humains en bande organisée – et doit permettre d’obtenir la désignation d’un juge d’instruction.

### Conditions de travail et travail des enfants en Inde
Dans un rapport interne à Inditex de 2009, un audit mené auprès de ses fournisseurs en Inde révèle que 24 enfreignent les lois sur le travail des enfants, sur les conditions de travail, etc. Inditex aurait remédié à cette situation depuis, en dénonçant les contrats de plusieurs fournisseurs ou en ayant incité les autres à corriger leurs défauts. Néanmoins, il semble que cette déclaration soit optimiste et que des fournisseurs déclarés continuent à enfreindre les lois nationales sur les conditions de travail.

## Ventes en ligne
En 2007, Inditex lance la boutique en ligne Zara Home. Zara rejoint le marché du commerce électronique en septembre 2010, en lançant des sites web en Espagne, au Royaume-Uni, au Portugal, en Italie, en Allemagne et en France.
En novembre 2010, la présence en ligne de Zara s'est étendue pour inclure l'Autriche, l'Irlande, les Pays-Bas, la Belgique et le Luxembourg.